# Linea verde (metropolitana di Brasilia)
La Linea verde è una linea di metropolitana che serve la città di Brasilia, in Brasile, e ha come capolinea le stazioni di Ceilândia e Central. Ha una lunghezza di 33,5 km e serve 20 stazioni. I lavori per la costruzione della linea iniziarono nel 1992 ed originariamente l'apertura era prevista nel 1994. Ma con il ritardo dei lavori, la prima tratta è stata inaugurata solamente nel 2001. Molte delle stazioni attualmente aperte sono in comune con la Linea arancione (L).

## Stazioni
Nell'elenco che segue, a fianco ad ogni stazione, sono indicati i servizi presenti e gli eventuali interscambi ferroviari:
| Fermata              | Apertura | Interscambi         | Note |
| -------------------- | -------- | ------------------- | ---- |
| Central              | 2001     | Bus di interscambio |      |
| Galeria              | 2001     |                     |      |
| 102 Sul              | 2009     |                     |      |
| 106 Sul              | 2020     |                     |      |
| 108 Sul              | 2009     |                     |      |
| 110 Sul              | 2020     |                     |      |
| 112 Sul              | 2009     |                     |      |
| 114 Sul              | 2001     |                     |      |
| Terminal Asa Sul     | 1998     | Bus di interscambio |      |
| Shopping             | 1998     | Bus di interscambio |      |
| Feira                | 1998     |                     |      |
| Guará                | 2010     |                     |      |
| Arniqueiras          | 2002     |                     |      |
| Águas Claras         | 1998     |                     |      |
| Concessionárias      | 2004     |                     |      |
| Estrada Parque       | 2020     |                     |      |
| Praça do Relógio     | 1998     |                     |      |
| Centro Metropolitano | 2006     | Bus di interscambio |      |
| Ceilândia Sul        | 2006     |                     |      |
| Guariroba            | 2008     |                     |      |
| Ceilândia Centro     | 2008     |                     |      |
| Ceilândia Norte      | 2008     |                     |      |
| Ceilândia            | 2008     |                     |      |

## Progetti
| Percorso                        | Inaugurazione | Lunghezza | Stazioni | Stato            |
| ------------------------------- | ------------- | --------- | -------- | ---------------- |
| Central - Terminal Asa Norte*   | ?             | 7,5 km    | 8        | In progettazione |
| 104 Sul*                        | ?             | ---       | 1        | In progettazione |
| Onoyama                         | ?             | ---       | 1        | In progettazione |
| Terminal Ceilândia - Estação 29 | ?             | 2,5 km    | 2        | In progettazione |

Per la Linea 1 sono previsti i prolungamenti di entrambi i capolinea:
- Oltre Ceilândia verranno costruite invece due stazioni:  Estação 28 e Estação 29

Inoltre saranno costruite cinque stazioni intermedie: 104 Sul (che saranno in comune con Linea 2) e Onoyama.